# Heinersdorf (Bad Lausick)
Heinersdorf ist ein Stadtteil der Stadt Bad Lausick im sächsischen Landkreis Leipzig. Er wurde mit seinem Ortsteil Wüstungsstein bereits am 1. Oktober 1935 eingemeindet und wird somit nicht als eigenständiger Ortsteil geführt.

## Geografie

### Geografische Lage und Verkehr
Heinersdorf befindet sich westlich von Bad Lausick am Heinersdorfer Bach, einem Zufluss der Eula. Die Bebauung geht im Osten direkt in das Stadtgebiet von Bad Lausick über. Nordwestlich von Heinersdorf, jenseits des Heinersdorfer Bachs und der Trasse der stillgelegten Bahnstrecke Borna–Großbothen, befindet sich die zu Heinersdorf gehörige, ehemalige Wüstung Wüstungsstein. Diese bildet eine eigenständige Gemarkung.
Durch Heinersdorf verlaufen die Bundesstraße 176 und nördlich des Orts die Trasse der stillgelegten Bahnstrecke Borna–Großbothen.

### Nachbarorte
| Beucha mit Kleinbeucha | Steinbach                                   | Köllsdorf    |
|                        | Kompassrose, die auf Nachbargemeinden zeigt | Bad Lausick  |
| Flößberg               | Elbisbach                                   | Reichersdorf |

### Nahverkehr
Im öffentlichen Nahverkehr sind Heinersdorf und Wüstungsstein über die Haltestellen Heinersdorf und Wüstungsstein mit folgenden Linien erreichbar:
- TaktBus 277 (THÜSAC): Bad Lausick – Heinersdorf – Wüstungsstein – Lauterbach – Steinbach – Beucha – Kitzscher
- Bus 278 (THÜSAC): Geithain – Tautenhain – Elbisbach – Prießnitz – Heinersdorf – Bad Lausick

## Geschichte
Das Reihendorf Heinersdorf wurde im Jahr 1096 bzw. 1150 als Heinrichesdorf erwähnt. Nordwestlich von Heinersdorf ist die Siedlung Stein um 1355 als daz holz by dem Steyne und um 1548 als Stein erwähnt. Kirchlich gehörten beide Orte seit jeher zu Lausick bzw. Bad Lausick. Bezüglich der Grundherrschaft unterstand Heinersdorf anteilig dem Rittergut Kitzscher und als Amtsdorf dem Amt Colditz. Stein gehörte hingegen zunächst zum Rittergut Pomßen, bis es ab der Mitte des 16. Jahrhunderts direkt dem Amt Colditz unterstand. Ab dem 18. Jahrhundert wird der Ort Stein als Wüstung bezeichnet (Stein ... eine wüste Mark, Wüstung Stein (1791), Mark-Wüstungsstein (1834)). 
Heinersdorf und das in seiner Flur liegende Wüstungsstein lagen bis 1856 im kurfürstlich-sächsischen bzw. königlich-sächsischen Amt Colditz. Bei den im 19. Jahrhundert im Königreich Sachsen durchgeführten Verwaltungsreformen wurden die Ämter aufgelöst. Dadurch kam Heinersdorf im Jahr 1856 unter die Verwaltung des Gerichtsamts Lausick und 1875 an die neu gegründete Amtshauptmannschaft Borna. Zu Beginn des 20. Jahrhunderts wurde Wüstungsstein wiederbesiedelt.
Am 1. Oktober 1935 erfolgte die Eingemeindung von Heinersdorf mit Wüstungsstein nach Bad Lausick. Heinersdorf besaß zwischen 1936 und 1952 mit dem Haltepunkt Bad Lausick West einen eigenen Bahnanschluss, der jedoch mit dem Streckenabbau der noch sehr jungen Bahnstrecke Borna–Großbothen als Reparationsleistung an die Sowjetunion nach dem 2. Weltkrieg ein jähes Ende fand.
Durch die zweite Kreisreform in der DDR im Jahr 1952 wurde Heinersdorf als Stadtteil von Bad Lausick dem Kreis Geithain im Bezirk Leipzig angegliedert, der ab 1990 als sächsischer Landkreis Geithain fortgeführt wurde. Am 1. Januar 1994 erfolgte die Umgliederung von Bad Lausick mit seinen Stadt- und Ortsteilen in den Landkreis Grimma, der am 1. August 1994 im Muldentalkreis und 2008 im Landkreis Leipzig aufging.